# Donnersbergerstraße 50a (München)

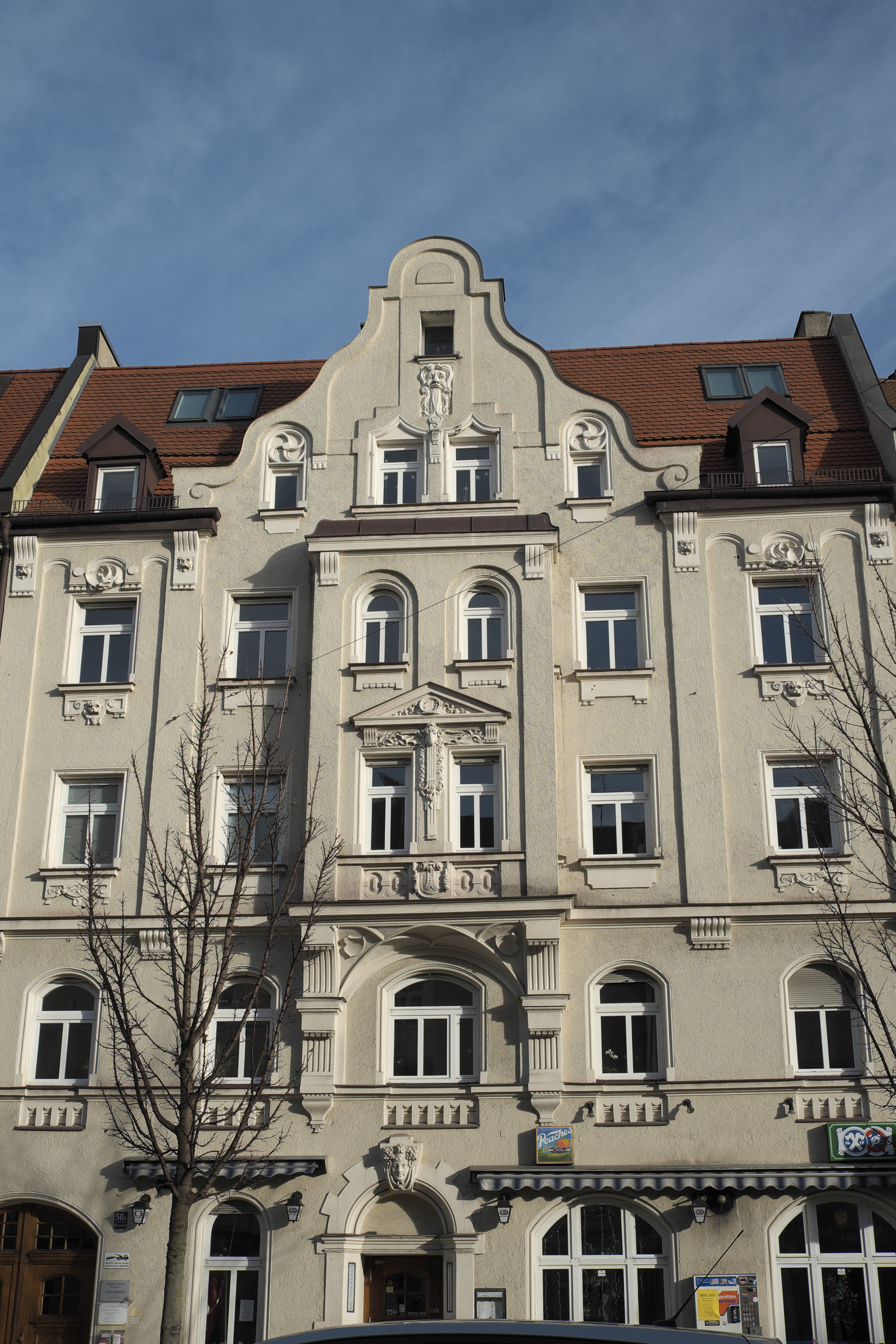
Haus Donnersbergerstraße 50a in München-Neuhausen

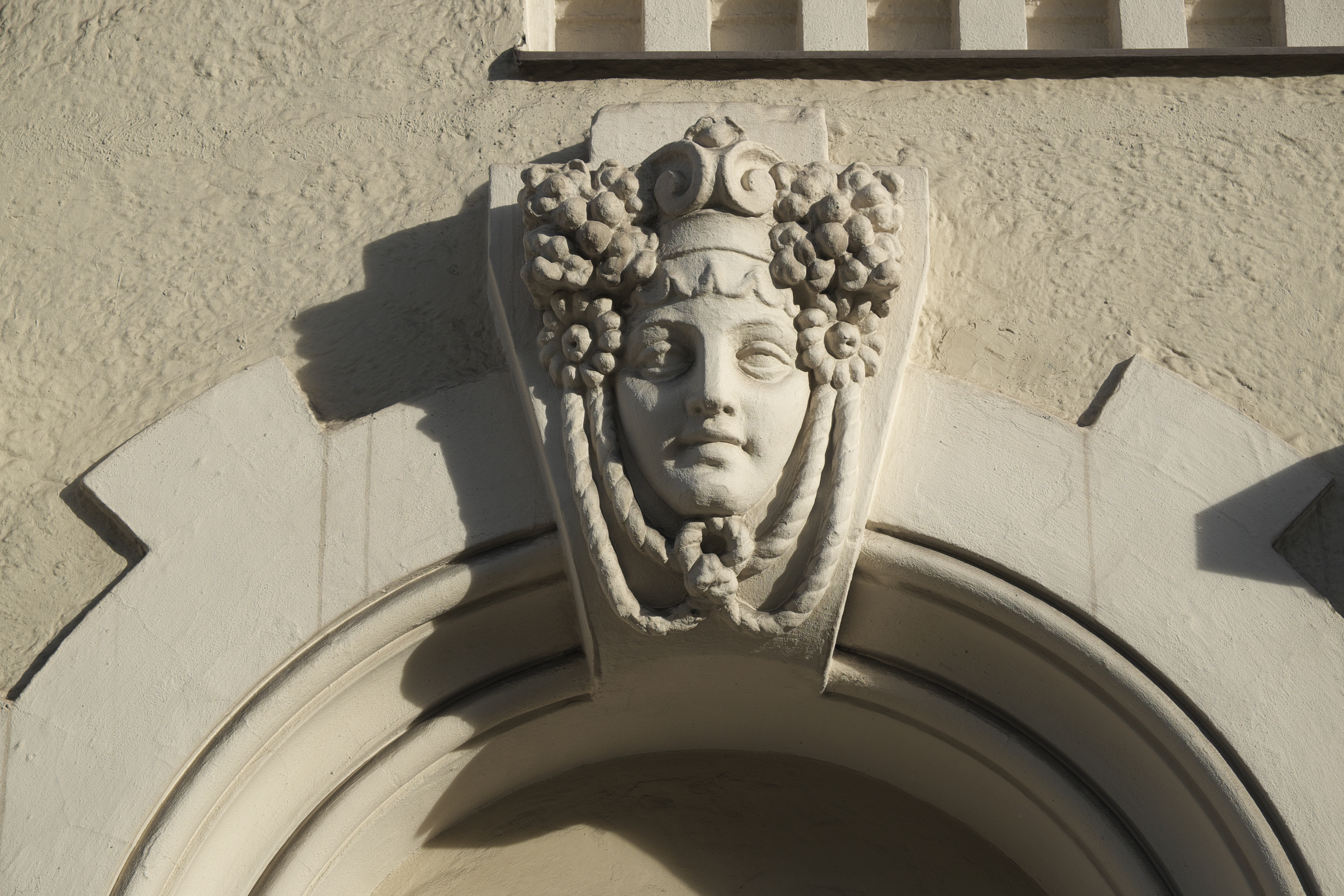
Agraffe über dem Portal

Das Haus Donnersbergerstraße 50a ist ein denkmalgeschütztes Mietshaus im Münchner Stadtteil Neuhausen.

## Beschreibung
Das Gebäude im Stil der „deutschen Renaissance“ mit Jugendstil-Einschlag wurde um 1900 errichtet. Es besitzt einen Erker, einen Schweifgiebel und ist mit reichem Dekor geschmückt. Das Haus an der Donnersbergerstraße bildet mit den Häusern Nr. 46, 48 und 50 eine Baugruppe.

## Trivia
Im Haus wuchs der bekannte bayerische Volksschauspieler Helmut Fischer alias Monaco Franze auf.